# Intel High Definition Audio

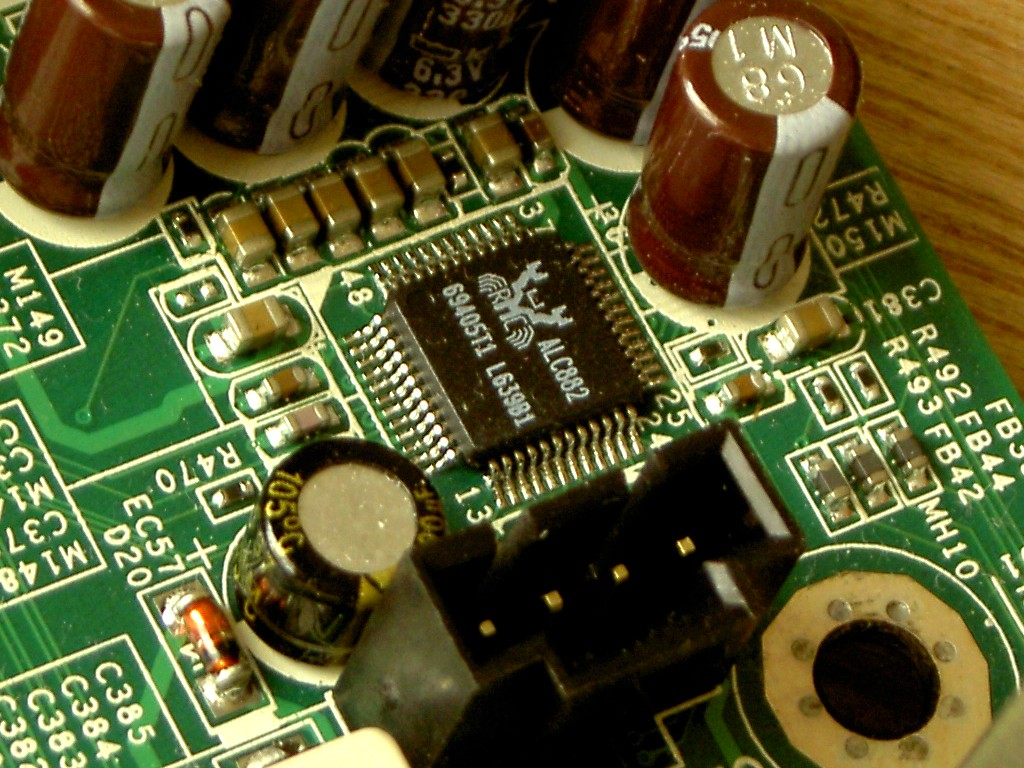
Códec de audio HD Realtek ALC 882

Intel High Definition Audio (también llamado HD Audio o Azalia ) hace referencia a la especificación publicada por Intel en 2004, para la entrega de audio de alta definición, que es capaz de reproducir más canales con una mayor calidad que los códecs de audio integrados anteriormente, como AC'97. Durante el desarrollo, que tenía el nombre en clave «Azalia».
El hardware basado en la especificación de Intel HD audio, es capaz de entregar 192-kHz de calidad de 32 bits en dos canales y 96 kHz de 32 bits para un máximo de ocho canales. Sin embargo, a partir de 2008, los fabricantes de hardware de audio no implementan la especificación completa de la gama alta, sobre todo la resolución de muestreo de 32 bits.
Microsoft Windows XP SP3 y posteriores versiones de Windows, incluyen un controlado Universal Audio Architecture (UAA), que soporta todos los dispositivos de audio creados para la especificación de audio HD. Hay controladores UAA para Windows 2000 y Windows XP SP2 también.
Mac OS X tiene soporte completo con su controlador AppleHDA. GNU/Linux también es compatible con los controladores de audio de alta definición, al igual que los OpenSolaris, FreeBSD, NetBSD y OpenBSD.
Al igual que AC97, HD Audio es una especificación que define la arquitectura, el formato del marco de enlace y las interfaces de programación utilizados por el controlador en el bus PCI y por el códec en el otro lado del enlace. Las implementaciones de la controladora de host están disponibles en al menos Intel, Nvidia y AMD. Los codecs que se puede utilizar con estos controladores están disponibles para muchas compañías, incluyendo Realtek, Conexant (que compró la división de Analog Devices,  SoundMAX),, Integrated Device Technology (IDT) (adquirido de SigmaTel), VIA, Wolfson Microelectronics y la anterior C-Media.